# Puntigrus pulcher
Puntigrus pulcher (Syn.: Systomus pulcher) (Latein: „pulcher“ = schön) ist ein Süßwasserfisch aus der Familie der Karpfenfische (Cyprinidae). Er kommt nur im östlichen Teil der indonesischen Insel Kalimantan in den Flüssen Kayan und Mahakam vor. Die Art wurde 1922 durch schwedischen Zoologe und Künstler Hialmar Rendahl als Puntius pulcher beschrieben, später aber mit Puntius anchisporus aus demselben Verbreitungsgebiet synonymisiert. 2011 wurde die Art durch den Schweizer Ichthyologen Maurice Kottelat und seinen singapurischen Kollegen Tan Heok Hui revalidiert und in die Gattung Systomus eingeordnet. 2013 ordnete Kottelat sie der Gattung Puntigrus zu, die er für die südostasiatischen „Tigerbarben“ neu aufgestellt hat.

## Merkmale
Nach Kottelat und Tan unterscheidet sich Puntigrus pulcher von Puntigrus anchisporus durch seine unvollständige Seitenlinie mit zehn bis elf begleitenden Schuppen (komplett bei P. anchisporus), durch 19 bis 21 (+2) Schuppen in einer mittleren Längsreihe (21 bis 23 (+2) bei P. anchisporus), 12 Schuppen rund um den Schwanzflossenstiel (14 bei P. anchisporus), einer völlig schwarzen Rückenflosse (Außenränder rot, hintere Ecke grau, Rest schwarz bei P. anchisporus) und völlig schwarzen Bauchflossen (rot bei P. anchisporus).
Damit hat Puntigrus pulcher eine oberflächliche Ähnlichkeit mit der auf Sumatra und im westlichen Borneo vorkommenden Puntigrus tetrazona, unterscheidet sich von dieser aber durch die schmaleren schwarzen Querbänder, die bei Puntigrus pulcher auf der Körperseitenmitte nur 1,5 Schuppen breit sind, während die von Puntigrus tetrazona eine Breite von 2,5 Schuppen aufweisen. Auch die bei Puntigrus tetrazona am äußeren Rand transparente Rückenflosse und die an der Flossenbasis und am Außenrand transparenten Bauchflossen können zur Unterscheidung herangezogen werden.